# Kolhapur (stato)
Lo Stato di Kolhapur fu uno stato principesco del subcontinente indiano, avente per capitale la città di Kolhapur.

## Storia

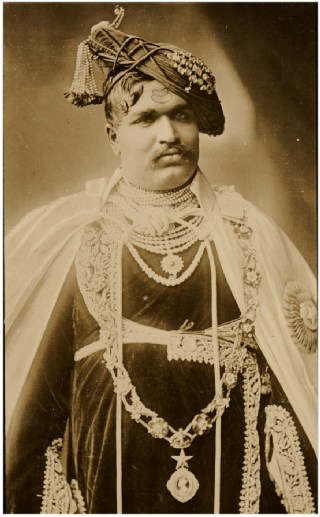
Shahu I di Kolhapur (r. 1894 -1922)

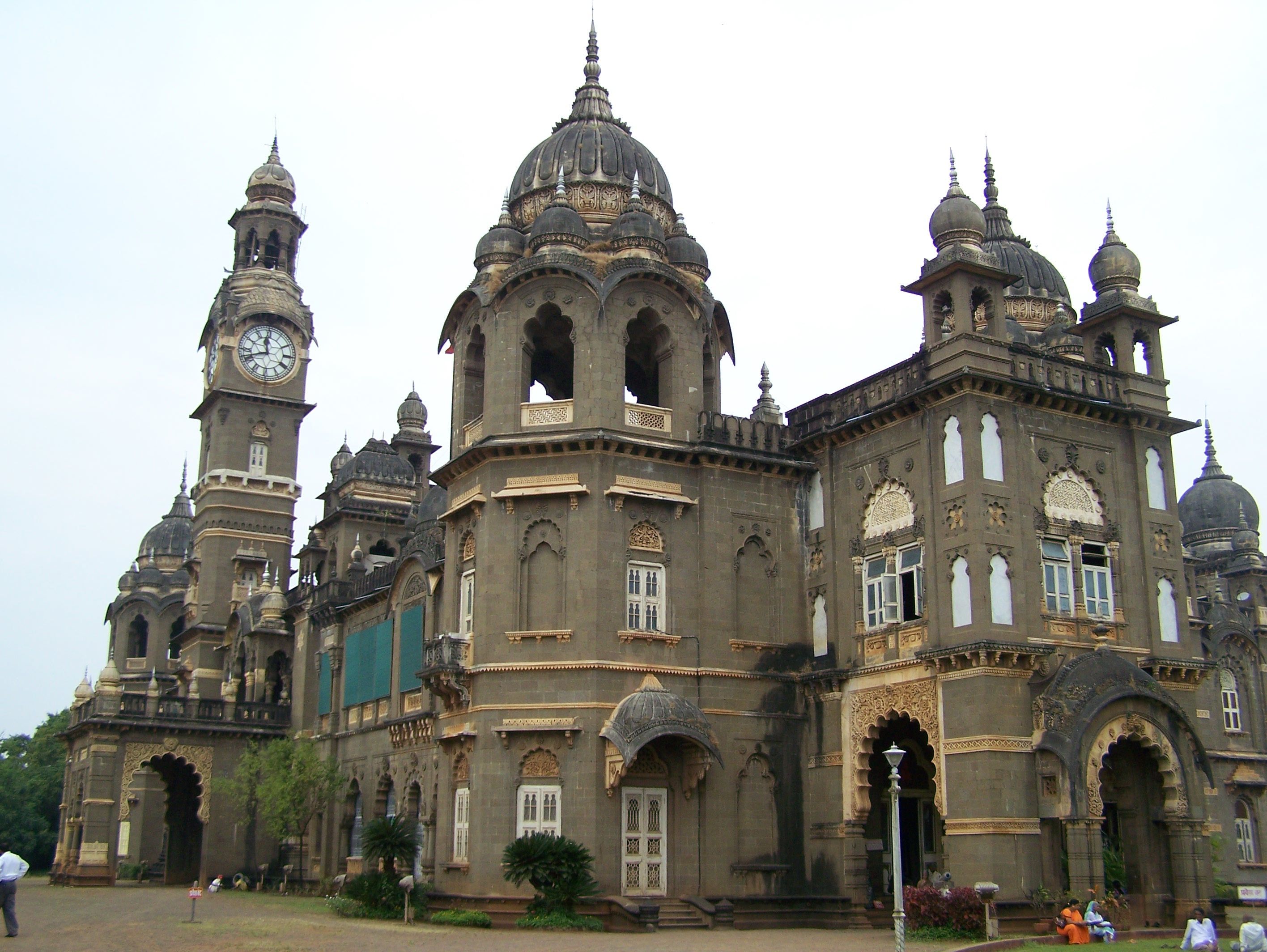
Il Nuovo Palazzo di Kolhapur

Lo Stato di Kolhapur, assieme ai suoi jagirs o stati feudali, copriva un'area di oltre 8.000 chilometri quadrati e secondo il censimento del 1901 contava una popolazione di 910.011, dei quali 54.373 residenti nella capitale, Kolhapur appunto. Le rendite annue al 1901 erano state stimate in 300.000 sterline.
I Maharaja di Kolhapur avevano antenati comuni alle dinastie regnanti di Tanjore e Satara, i quali si ritenevano tutti discendente dal clan reale Maratha di Bhonslà. Gli Stati di Satara e Kolhapur iniziarono ad esistere nel 1707, per via di una disputa col regno Maratha. Shahuji, l'erede apparente del regno Maratha, venne catturato dall'Impero moghul all'età di nove anni e rimase loro prigioniero sino alla morte di suo padre Sambhaji, figlio primogenito di Shivaji Maharaj fondatore dell'Impero Maratha nel 1689. La vedova Tarabai (già moglie di Rajaram Chhatrapati, figlio minore di Shivaji Maharaj) proclamò suo figlio Shivaji I, come Chhatrapati Maharaj sotto la sua reggenza. I Mughal rilasciarono Shahu a determinate condizioni nel 1707, ed egli continuò le sue pretese di eredità. La sconfitta della reggente nella Battaglia di Khed e lo stabilirsi a Satara, la costrinsero a ritirarsi col figlio a Kolhapur. Dal 1710 vennero creati de facto due principati separati come poi venne confermato dal Trattato di Warana del 1731.
Gli inglesi inviarono delle spedizioni contro Kolhapur nel 1765 e nel 1792; Kolhapur iniziò ad intraprendere delle relazioni con gli inglesi dopo il collasso della confederazione Maratha nel 1812. Nei primi anni dell'Ottocento gli inglesi invasero nuovamente lo Stato e nominarono un loro ufficiale di stato per reggere temporaneamente le sorti del regno.
L'ultimo regnante di Kolhapur fu il maharaja Chhatrapati Shahaji II Puar. Dopo l'indipendenza dell'India nel 1947, il maharaja di Kolhapur entrò nel Dominion dell'India il 14 agosto 1947 ed il suo Stato venne unito a quello di Bombay il 1º marzo 1949. Nel 1960 lo Stato di Bombay venne diviso per vie linguistiche negli Stati di Maharashtra e Gujarat.

## Governanti
I regnanti di Kolhapur ebbero il titolo di raja sino al 1900, ottenendo quindi quello di maharaja.
- 1710 - 2 agosto 1714 Shivaji II (n. 1696 - m. 1726)
- 2 agosto 1714 - 20 dicembre 1760  Shambhaji II (n. 1698 - m. 1760)
  - 20 dicembre 1760 - 17 febbraio 1773 Rani Jiji Bai (f) -reggente (n. 1716 - m. 1773)
- 22 settembre 1762 - 24 aprile 1813  Shivaji III(n. 1756 - m. 1813)
- 24 aprile 1813 - 2 luglio 1821  Shambhaji III (n. 1801 - m. 1821)
- 2 luglio 1821 - 3 gennaio 1822  Shivaji IV (n. 1816 - m. 1822)
  - 2 luglio 1821 - 3 gennaio 1822  Shahaji -reggente (n. 1802 - m. 1838)
- 3 gennaio 1822 - 29 novembre 1838  Shahaji I
- 29 novembre 1838 - 4 agosto 1866  Shivaji V (n. 1830 - m. 1866)
  - 29 novembre 1838 - 1845 Rani Sai Bai (f) -reggente (m. 1861)
- 4 agosto 1866 - 30 novembre 1870 Rajaram II Nagaji Rao (n. 1850 - m. 1870)
  - 30 novembre 1870 - 12 ottobre 1871 Rani Tara Bai (f) -reggente (n. 1855 - m. 1874)
- 12 ottobre 1871 - 25 dicembre 1883  Shivaji VI Chhatrapati Narayana Rao (n. 1863 - m. 1883)
  - 25 dicembre 1883 - 17 marzo 1884 Rani Anand Bai (f) -reggente
- 17 marzo 1884 - 6 maggio 1922 Shahu I Chhatrapati Jashwant (n. 1874 - m. 1922)
  - 17 marzo 1884 - 20 marzo 1885 Jaisinhrao Ghatge -reggente
- 6 maggio 1922 - 26 novembre 1940  Rajaram III Chhatrapati (n. 1897 - m. 1940)
  - 26 novembre 1940 - 18 novembre 1942 Tara Bai (f) -reggente (1ª volta) (n. 1904 - m. ..)
- 18 novembre 1942 - 28 settembre 1946  Shivaji VII Chhatrapati (n. 1941 - m. 1946)
  - 22 novembre 1942 - 31 marzo 1947  Tara Bai (f) -reggente (2ª volta)
- 31 marzo 1947 - 15 agosto 1947  Shahaji II Chhatrapati (n. 1910 - m. 1983)